# Arbats barn
Arbats barn är en episk roman i tre delar av Anatolij Rybakov. Boken skrevs redan 1966, men på grund av sitt känsliga ämne tilläts den inte gå i tryck förrän 1987 under perestrojkan. Boken spreds därför som förbjuden litteratur (samizdat) och fick legendariskt rykte. När boken till slut officiellt trycktes möttes den av ett entusiastiskt mottagande och blev snabbt översatt till flera språk.
Berättelsen, som innehåller självbiografiska element, handlar om Sasja Pankratov, en ung student och komsomolist som växte upp vid Arbat-gatan i Moskva, som beboddes av högre tjänstemän och deras familjer. Utan egentlig orsak blev han indragen i en spekulativ uppgörelse mellan olika partiaktivister och dömd till treårig förvisning till Sibirien. Boken ger en stark levande skildring av livsvillkoren bland sovjetmedborgarna under de tidiga 1930-talsåren innan den stora utrensningen och Moskvarättegångarna drogs igång. Persongalleriet omfattar studenter, vanliga människor, partiaktivister på olika nivåer, säkerhetspolisfolk, förvisade fångar, Gulagfångar som frigavs till förvisning i Sibirien och kolchosarbetare. Bokens största förtjänst är att den ger en mycket rik och levande bild av mentaliteten och mekanismerna i Sovjetunionen, under denna tid och även i framtiden. Inställningen till partiets kontroll och makt som en existentiell faktor i tillvaron är en röd tråd i berättelsen. Den socialistiska staten med sina växande totalitära strukturer ledde både till lojalitet och tro, men likväl till cynisk misstro, och persongalleriet agerar därefter. Miljöskildringar av Moskvalivet med kaféliv, utländska kominternbesökare och världsstadens kultur, i kontrast till en efterbliven sibirisk landsort där de förvisade fick leva under relativ "frihet" ger en smak av situationen i landet. 
Författaren vågade sig på en psykologisk analys av själve Josef Stalin. En psykologisk profil som försöker förklara och kartlägga den absoluta maktens mekanismer ansågs för känslig för det sovjetiska kulturklimatet och bidrog till att stoppa publiceringsförsöken.